# Tadeusz Bogucki
Tadeusz Bogucki, (ur. 11 grudnia 1921 w Warszawie, zm. 29 października 1986 tamże) – polski aktor teatralny i filmowy.

## Życiorys
W czasie wojny był żołnierzem AK, walczył w powstaniu warszawskim. Po wojnie w 1953 roku zdał aktorski egzamin eksternistyczny w Krakowie. Był aktorem następujących teatrów:
- Teatr Lalki i Aktora Baj w Warszawie (1946–54 )
- Teatr Ludowy w Warszawie (1954-74)
- Teatr Ochoty w Warszawie (1974-84)
- Teatr Popularny w Warszawie (1984-86)

## Filmografia
- 1964: Koniec naszego świata − Jan Smolik
- 1973: Nagrody i odznaczenia − dowódca NSZ
- 1975: Dyrektorzy (odc. 5)
- 1976: 07 zgłoś się − Terlecki, właściciel opla (odc. 3)
- 1976: Krótka podróż − znachor
- 1977: Polskie drogi − naczelnik w banku, współpracownik AK (odc. 9)
- 1977: Indeks − ojciec Monety
- 1978: Justyna − szef Bartczaka
- 1978: Znaki zodiaku − ojciec Magdy
- 1978: ...Gdziekolwiek jesteś panie prezydencie... − Marian Kościałkowski
- 1979: Doktor Murek − prezes Biura Kodyfikacji Ustaw Samorządowych (odc. 3)
- 1979: Godzina „W” − ojciec Czarnego
- 1979: Ród Gąsieniców − baron (odc. 1)
- 1981: Przyjaciele (odc. 4 i 5)
- 1984: Vabank II, czyli riposta − adwokat Kramera

## Nagrody i odznaczenia
- brytyjski „Medal of War”
- Krzyż Walecznych